# Yosemitewaterval

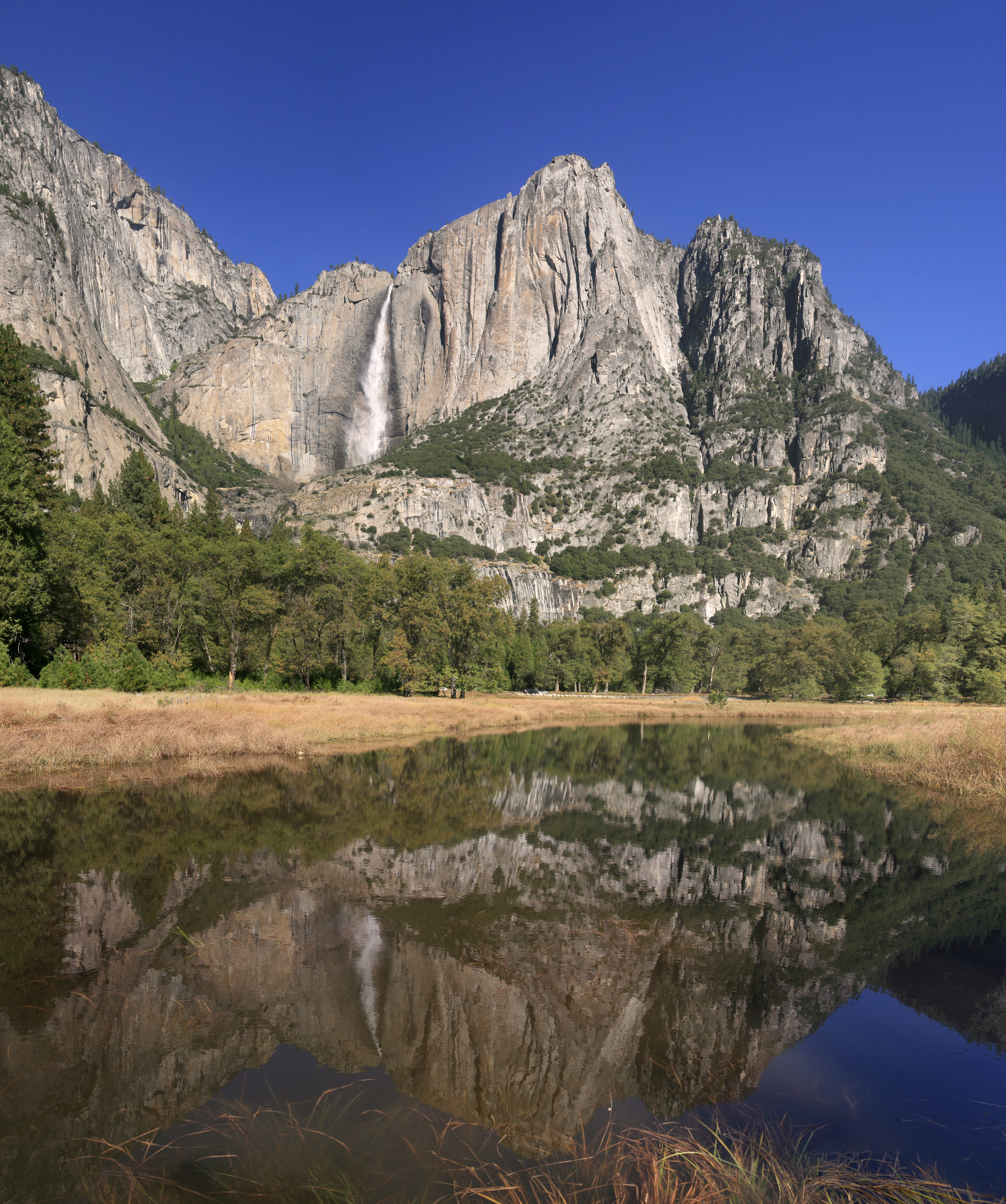
Het bovendeel van de 739 meter hoge Yosemitewaterval met de weerspiegeling ervan in een overstroomde weide.

De Yosemitewaterval is de hoogste waterval in Noord-Amerika. De waterval ligt in het Nationaal Park Yosemite in Californië en is 739 meter hoog. Daarmee is het ook de op vijf na grootste waterval ter wereld.

## Secties
De Yosemitewaterval bestaat uit drie secties met in totaal zes drops: 

### Upper Yosemite Fall
De eerste waterval van 440 meter, met de naam Upper Yosemite Fall, omvat meer dan de helft van de totale val. Paden vanaf de valleibodem en vanuit andere parkgebieden buiten de vallei leiden naar zowel de top als de basis van Upper Yosemite Fall.
De bovenste waterval wordt gevormd door het snelle water van de Yosemite Creek, dat, na door Eagle Creek Meadow te zijn geslingerd, in een spectaculair en oorverdovend machtsvertoon over de rand van een hangende vallei valt.

### Middle Cascades

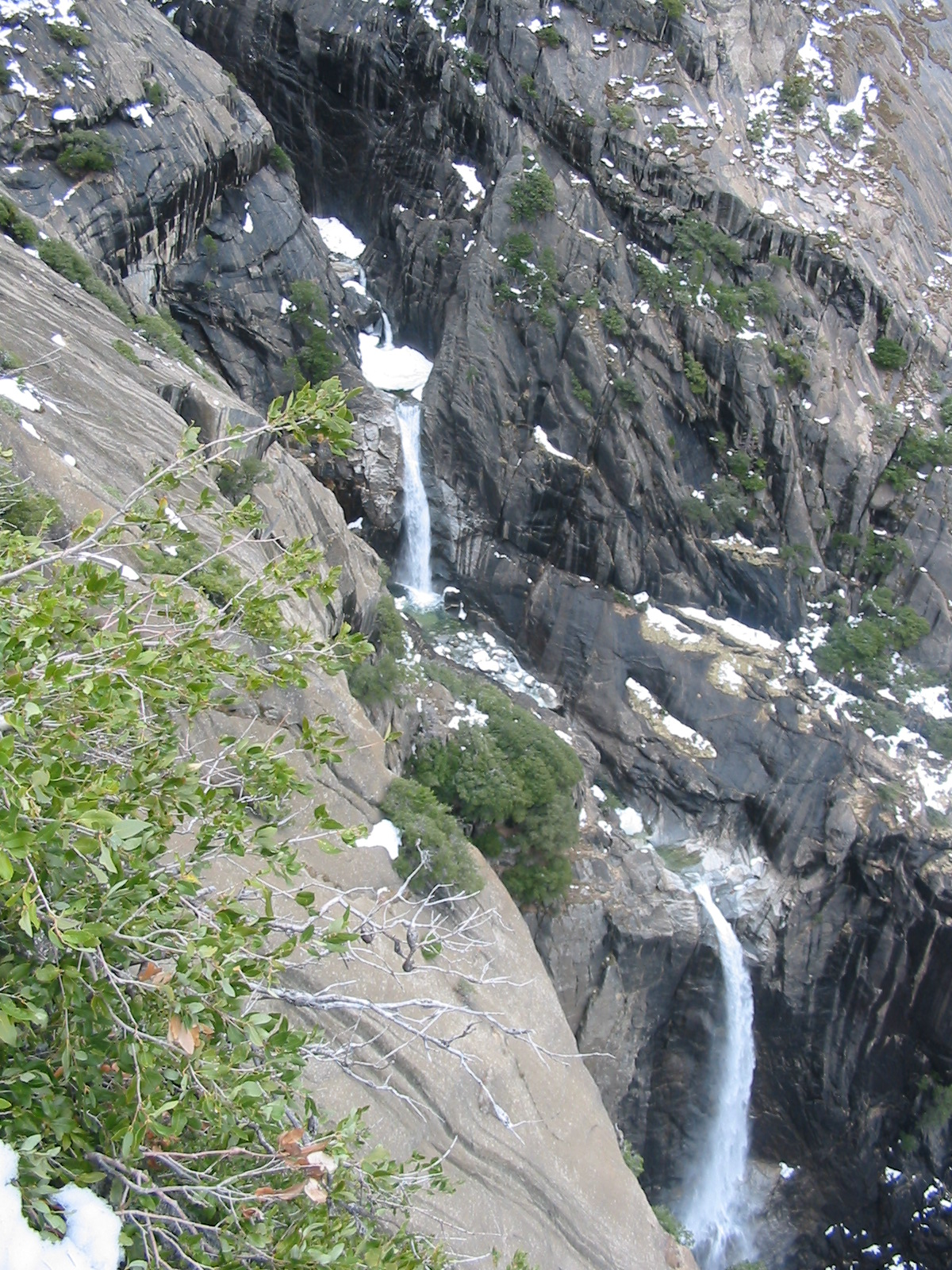
De Middle Cascades, anders dan de andere secties niet zichtbaar vanaf de valleibodem.

Tussen de twee voor de hand liggende watervallen, bevindt zich een reeks van vier kleinere watervallen, gezamenlijk de Middle Cascades genoemd. Alles bij elkaar zijn deze goed voor een totale val van 206 m, meer dan tweemaal de hoogte van de Lower Fall.
Vanwege de smalle, vernauwde vorm van de kloof waarin deze watervallen voorkomen en het gebrek aan gemakkelijke publieke toegang, worden ze zelden opgemerkt. De meeste uitzichtpunten in de vallei missen ze volledig.

### Lower Yosemite Fall
De laatste val van 98 meter, grenzend aan een toegankelijk uitzichtpunt, biedt het meest gebruikte uitzichtpunt voor de watervallen. Yosemite Creek komt uit de voet van de Lower Fall en mondt uit in de nabijgelegen Merced-rivier.
Bezienswaardigheden: Bridalveil Fall · Cathedral Lakes · Cathedral Peak · Chilnualna Falls · Clouds Rest · El Capitan · Emerald Pool · Glacier Point · Grand Canyon of the Tuolumne · Grizzly Giant · Half Dome · Hetch Hetchy · Horsetail Fall · John Muir Trail · Mariposa Grove · Merced Grove · Merced River · Mount Conness · Mount Dana · Mount Lyell · Mount Starr King · Nevadawaterval · Ostrander Lake · Pacific Crest Trail · Sentinel Dome · Sentinel Rock · Tenaya Canyon · Tenaya Lake · Tunnel View · Tuolumne Grove · Tuolumne Meadows · Tuolumne River · Vernalwaterval · Wawona Tunnel Tree · Yosemite Valley · Yosemitewaterval

Bebouwing: Ahwahnee Hotel · Badger Pass Ski Area · Camp 4 · Curry Village · Glacier Point Hotel · Housekeeping Camp · LeConte Memorial Lodge · Pioneer Yosemite History Center · Rangers' Club · Parsons Memorial Lodge · Wawona · Wawona Hotel · Yosemite Valley Chapel · Yosemite Valley Lodge · Yosemite Village

Vervoer: SR 41 · SR 120 · SR 140 · Wawona Tunnel · Yosemite Area Regional Transportation System

Personen: Ahwahnechee · Chief Tenaya · Frederick Law Olmsted · Galen Clark · John Conness · John Muir · Sierra Miwok · Stephen Mather · Robert Underwood Johnson
- Virtual International Authority File: 315529093